# Chororó-escuro
Formigueiro-tirano ou chororó-escuro (nome científico: Cercomacroides tyrannina) é uma espécie de ave pertencente à família dos tamnofilídeos. Ocorre nas Américas Central e do Sul tropical, desde o sudeste do México até o oeste do Equador e o Brasil amazônico.
Seu nome popular em língua inglesa é "Dusky antbird".